# Bertula amurensis
Bertula amurensis là một loài bướm đêm trong họ Erebidae.